# Dědův odkaz
Dědův odkaz je jedno z nejznámějších děl českého básníka Adolfa Heyduka. Jedná se o epickou báseň na folklórní motivy z roku 1879.

## Vznik a charakter díla

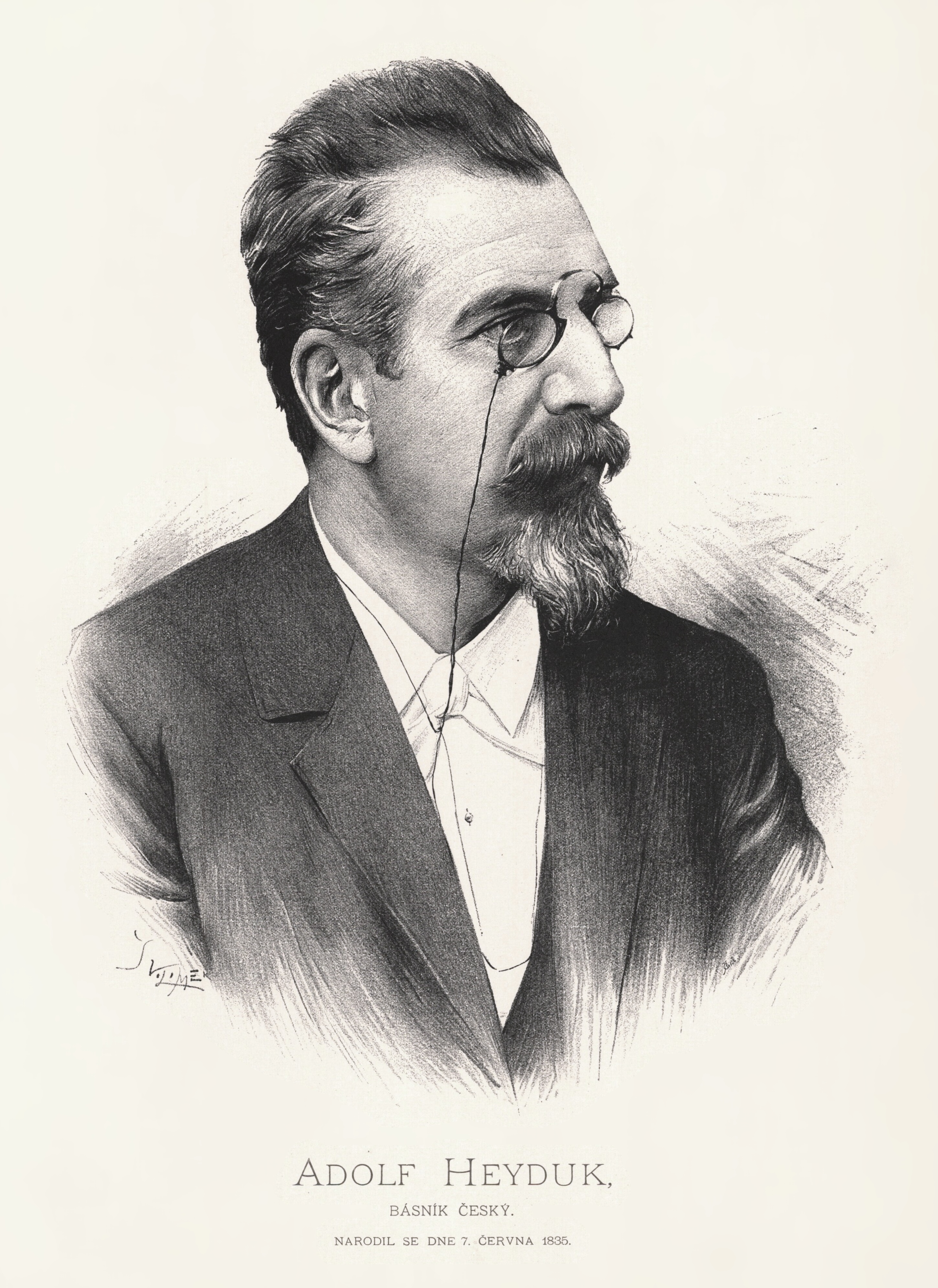
Básník Adolf Heyduk, kresba Jana Vilímka.

Adolf Heyduk napsal Dědův odkaz poté, co se po ročním působení v Praze (1876–77) vrátil definitivně do Písku, kde vyučoval na tamější reálné škole stavitelství a kreslení, oženil se se svou žačkou Emílií a zažil narození i brzkou smrt své první dcerky (1878). V té době se změnily i náměty jeho tvorby: opustil žánr rozsáhlých epických básní s náměty z českých dějin, jež se ostatně ukázaly být nejméně životnými částmi jeho díla (Milota z Dědic 1875, Píseň o bitvě u Kressenbrunnu 1877, Mohamed II. 1878) a obrátil se k epickým i lyrickým básním s folklórními i přírodními motivy. Tuto tendenci umocnila i jeho cesta na Slovensko roku 1879.
Prvním dílem této nové etapy je právě Dědův odkaz, lyrickoepická báseň o šesti zpěvech a dozpěvu. Ve výběru tématu hrály úlohu Heydukovy vzpomínky na děda z matčiny strany a na dětské pokusy s hrou na housle. Básníkem výslovně přiznávaná hudební inspirace se odráží i v pravidelném písňovém rytmu a zvukové podobě básně. Heyduk báseň věnoval „svému druhému otci“ Janu Krejčímu, svému bývalému učiteli a pak i nadřízenému na písecké reálce.
Základem děje je folklórní, místy až mytologický příběh o lásce nejmenovaného mládence a divoženky. Objevuje se zde tedy typické romantické téma personifikovaného vztahu člověka a přírody, který již vinou člověka nelze naplnit. Vedle toho však nastupuje motiv umění v podobě mládencových houslí, „dědova odkazu“. Ztracený vztah člověka a přírody lze obnovit právě prostřednictvím umělecké tvorby, a lze jí vyjádřit veškeré radosti i strasti života způsobem, který přináší jak hlubší mimorozumové pochopení posluchačům, tak konečnou úlevu umělci. Samotná dějová linie je přerývaná, zejména obsáhlé lyrické popisy přírody navozují atmosféru a dokreslují náladu. Ke konci básně děj ustupuje do pozadí v úvahách o moci a hojivé síle umění a dílo končí alegorickým dozpěvem.
Báseň je rozdělena do šesti zpěvů a dvojzpěvu. Každá sloka má osm osmislabičných daktylotrochejských veršů s přerývaným rýmem. Větné členění důsledně sleduje metrickou strukturu: dvojverší nebo čtyřverší tvoří přirozené významové jednotky a konec sloky představuje vždy gramatický i myšlenkový předěl. Jedinou odchylkou je samostatná hudcova píseň o prchavosti štěstí ve druhém zpěvu, jež má vlastní metrické schéma.
Zatímco rozsáhlá lyrizace a subjektivizace tématu vede ke značné odlišnosti Dědova odkazu od například Karla Jaromíra Erbena, písňová struktura a lidový podklad ji zařazuje do estetiky májovců.
Báseň dosáhla značné obliby, stala se součástí školních osnov a byla mnohokrát vydána (naposledy brněnským vydavatelstvím Tribun EU roku 2009). Zvláště populární se stala zmíněná vložená mládencova píseň začínající slovy Štěstí! co je štěstí? muška jenom zlatá,…, uváděná často samostatně pod apokryfním názvem Štěstí. Proslavila ji scéna s Jaroslavem Marvanem a Ladislavem Peškem ve filmu Škola základ života.
Na námět básně vznikly dvě opery: Černé jezero od skladatele Josefa Richarda Rozkošného z roku 1902 a Dědův odkaz Vítězslava Nováka z roku 1925.

## Úryvek z básně
| „ | Štěstí! Co je štěstí? Muška jenom zlatá, která za večera kol tvé hlavy chvátá; oblétá ti skráně, v kadeři se kryje, v dlaně hlavu skládáš, ruka utlačí je. Štěstí jako rosa na květech se skvěje, ale bludná noha náhle zašlápne je; zašlápnuto vzdechne, v oblacích se tratí, snad se jinovatkou na tvou kadeř vrátí... | “ |

## Obsah básně
Zpěv I – V podhorské dědině vyrůstal chudý chlapec; rodiče již ztratil a vychovával ho dědeček. Když ten umíral, neměl, co by chlapci odkázal, jen staré housle. – Junák dospěl a na vesnické tancovačce se mu nechce do kola a nevšímá si žádné dívky než neznámé krásky, které se zde objevila. Odváží se ji požádat o tanec, po muzice ji vyprovází, ale u lesa se mu dívka vytrhne a zmizí. Neznámá přichází častěji, všichni chlapci se jí dvoří a vesnická děvčata na ni žárlí. Báby tuší, že to musí být divoženka. Při nejbližší muzice jí hodí pod nohy úročník, který lesní stvoření pálí. Dívka zanaříká a prchá pryč. Mládenec po ní dlouho truchlí a hledá ji po vesnici i okolí jako bez ducha.
Zpěv II – Hoch na radu dědečka, který se mu zjevil ve snu, vzal housle a vyrazil s nimi do světa. Bloudí s nimi krásnou jarní krajinou. K večeru unaven usedne pod stromy na břehu lesního jezera. Příroda i vzpomínky v něm vyvolávají city, jež může vyjádřit jen hrou na svůj nástroj a písní o pomíjivosti štěstí. Kouzelná hra přivolá jeho milou, lesní vílu. Tu před sto lety divá žena ukradla z lidské kolébky, a od té doby musí bloudit světem jako nadpřirozené stvoření. Ale hoch ji může zbavit prokletí, ba docílit s ní věčného štěstí, když si ji vezme za ženu, avšak s jednou podmínkou: po tři roky jí nesmí ublížit jediným nevlídným slovem, uhodit ani květinou, jinak ji čeká dalších sto let prokletí. Mládenec slibuje a odvádí dívku s sebou.
Zpěv III – Mládenec s vílou hospodaří na lesním hrádku. Na poli, v zahradě i v domě se daří všemu, nač sáhnou, a žijí v neustálé blaženosti. Když hospodář jednou odjel za obchodem, tuší jeho žena blížící se bouři, a nedbajíc výsměchu sousedů, káže sklidit ještě nedozrálé obilí. Když to navrátivší se manžel spatří, nezdrží se hněvu a nevrle šlehne ženu po ruce zeleným klasem. Ta se promění opět ve vílu a s nářkem mizí. Bouře skutečně přijde a zničí veškerou úrodu v kraji, jen hospodářova předčasná sklizeň je zázračně zachráněna. Ten ale ze žalu nedbá na své hospodářství, a když jeho dvůr padne za oběť žhářství, odchází opět do světa chud jako prve, s housličkami jako jediným majetkem.
Zpěv IV – Mládenec s houslemi žalostně bloudí, až dojde na místo, kde kdysi potkal svou ztracenou milou. Usne a víla se mu zjeví ve snu: už se k němu nikdy nemůže vrátit a jejich štěstí je konec. Zato ale vdechne jeho housličkám vzácné kouzlo, schopnost vyslovit veškerou jejich lásku a život. Hudec se probudí, bere svůj nástroj a se žalem přijímá svůj osud.
Zpěv V – Chlapec chodí s houslemi po světě; v jeho hře se zrcadlí celý jeho život, všechny radostné i bolestné vzpomínky. Jeho hudba má čarovný účinek – lakomec se stává štědrým, pánové se přátelí se sluhy, král dává překovat zbraně v pluhy, vraha přepadá lítost, i kamenné sochy pláčí… Houslista je zahrnován dary a hodnostmi, ale jeho bolest nic neutiší, stále písní svého nástroje volá ztracenou lásku.
Zpěv VI – Starý houslista prošel vlast i svět, dosáhl bohatství a slávy, ale touha ho přivedla zpět do rodné vesnice. Každý den vyráží s houslemi do lesa hledat svou vílu, ale marně. – Jednoho dne ho našli lidé mrtvého pod stromy, housle a smyčec pevně sevřené v ruce. Pochovali ho i s nástrojem na místě v mohyle. Lidé hrob nenavštěvují, ale krajina se dosud zachvívá jeho písní.
Dozpěv – Krása uprchla ze světa lidí a ukryla se do přírody. Jen tam ji najde tvůrce – básník, pěvec – a štěstí a blaženost čeká toho, kdo věnuje svůj život jejímu hledání.